# Discografia dei Metallica
La discografia dei Metallica, gruppo musicale heavy metal statunitense, è costituita da dodici album in studio (di cui uno in collaborazione con Lou Reed), sei album dal vivo, un album tributo, una colonna sonora, oltre dieci EP e oltre cinquanta singoli, pubblicati tra il 1983 e il 2023.
A essi si aggiungono tredici album video e sessanta video musicali.

## Album

### Album in studio
| Anno                                                                          | Titolo | Classifiche | Classifiche | Classifiche | Classifiche | Classifiche | Classifiche | Classifiche | Classifiche | Classifiche | Classifiche | Classifiche | Classifiche | Classifiche | Certificazioni |
| Anno                                                                          | Titolo | USA         | AUS         | CAN         | ITA         | JPN         | SWI         | NLD         | SWE         | FIN         | NOR         | GER         | NZL         | UK          | Certificazioni |
| ----------------------------------------------------------------------------- | --- | ----------- | ----------- | ----------- | ----------- | ----------- | ----------- | ----------- | ----------- | ----------- | ----------- | ----------- | ----------- | ----------- | --- |
| 1983                                                                          | Kill 'Em All - Pubblicato: 25 luglio 1983 - Etichetta: Megaforce - Formati: CD, LP, MC, download digitale, streaming                                   | 120         | 55          | —           | —           | —           | 65          | —           | 28          | 12          | —           | 58          | —           | —           | - ARG: Platino - AUS: Platino - CAN: Platino (2) - GER: Oro - UK: Oro - USA: Platino (4)                                                                                 |
| 1984                                                                          | Ride the Lightning - Pubblicato: 27 luglio 1984 - Etichetta: Megaforce - Formati: CD, LP, MC, download digitale, streaming                             | 100         | 37          | 98          | 66          | —           | 78          | 20          | 22          | 9           | 40          | 47          | 32          | 87          | - ARG: Platino - AUS: Platino - CAN: Platino (2) - GER: Platino - ITA: Oro - UK: Platino - USA: Platino (6)                                                              |
| 1986                                                                          | Master of Puppets - Pubblicato: 3 marzo 1986 - Etichetta: Elektra - Formati: CD, LP, MC, download digitale, streaming                                  | 29          | 33          | 54          | 67          | 120         | 18          | 17          | 14          | 7           | 30          | 31          | 33          | 41          | - ARG: Platino - AUS: Platino - CAN: Platino (6) - FIN: Platino - GER: Platino - ITA: Oro - UK: Platino - USA: Platino (8)                                               |
| 1988                                                                          | ...And Justice for All - Pubblicato: 7 settembre 1988 - Etichetta: Elektra - Formati: CD, LP, MC, download digitale, streaming                         | 6           | 16          | 13          | 19          | 11          | 7           | 39          | 5           | 8           | 8           | 5           | 36          | 4           | - ARG: Platino - AUS: Platino (2) - CAN: Platino (5) - FIN: Platino - GER: Platino (2) - ITA: Oro - NOR: Oro - UK: Platino - USA: Platino (8)                            |
| 1991                                                                          | Metallica - Pubblicato: 12 agosto 1991 - Etichetta: Elektra - Formati: CD, LP, MC, download digitale, streaming                                        | 1           | 1           | 1           | 4           | 3           | 1           | 1           | 1           | 4           | 1           | 1           | 1           | 1           | - ARG: Platino (5) - AUS: Platino (12) - CAN: Diamante - FIN: Platino (2) - GER: Platino (4) - ITA: Platino (2) - NOR: Platino (3) - UK: Platino (3) - USA: Diamante (2) |
| 1996                                                                          | Load - Pubblicato: 4 giugno 1996 - Etichetta: Elektra - Formati: CD, LP, download digitale, streaming                                                  | 1           | 1           | 1           | 2           | 3           | 1           | 1           | 1           | 1           | 1           | 1           | 1           | 1           | - ARG: Platino - BRA: Oro - CAN: Platino (4) - FIN: Platino - GER: Oro (5) - NOR: Platino - UK: Platino - USA: Platino (5)                                               |
| 1997                                                                          | ReLoad - Pubblicato: 18 novembre 1997 - Etichetta: Elektra - Formati: CD, LP, download digitale, streaming                                             | 1           | 2           | 2           | 6           | 11          | 1           | 1           | 1           | 1           | 1           | 1           | 1           | 4           | - ARG: Platino - AUS: Platino (2) - CAN: Platino (2) - FIN: Platino - GER: Oro (5) - UK: Oro - USA: Platino (4)                                                          |
| 2003                                                                          | St. Anger - Pubblicato: 5 giugno 2003 - Etichetta: Elektra - Formati: CD, LP, download digitale, streaming                                             | 1           | 1           | 1           | 2           | 1           | 2           | 2           | 1           | 1           | 1           | 1           | 1           | 3           | - ARG: Oro - AUS: Platino (2) - BRA: Oro - CAN: Platino (2) - FIN: Platino - GER: Platino (2) - NOR: Platino - UK: Oro - USA: Platino (2)                                |
| 2008                                                                          | Death Magnetic - Pubblicato: 12 settembre 2008 - Etichetta: Warner Bros. - Formati: CD, LP, download digitale, streaming                               | 1           | 1           | 1           | 1           | 3           | 1           | 1           | 1           | 1           | 1           | 1           | 1           | 1           | - ARG: Platino - AUS: Platino (2) - BRA: Oro - CAN: Platino (4) - FIN: Platino (2) - GER: Oro (5) - UK: Platino - USA: Platino (2)                                       |
| 2011                                                                          | Lulu (con Lou Reed) - Pubblicato: 31 ottobre 2011 - Etichetta: Warner Bros. - Formati: 2 CD, LP, download digitale, streaming                          | 36          | 33          | 25          | 9           | 14          | 14          | 17          | 9           | 16          | 11          | 6           | 12          | 36          | |
| 2016                                                                          | Hardwired... to Self-Destruct - Pubblicato: 18 novembre 2016 - Etichetta: Blackened - Formati: 2 CD, 3 CD, 2 LP, 3 LP+CD, download digitale, streaming | 1           | 1           | 1           | 4           | 5           | 1           | 1           | 1           | 1           | 1           | 1           | 1           | 2           | - AUS: Oro - CAN: Platino (3) - GER: Platino (2) - ITA: Oro - UK: Oro - USA: Platino                                                                                     |
| 2023                                                                          | 72 Seasons - Pubblicato: 14 aprile 2023 - Etichetta: Blackened - Formati: CD, 2 LP, MC, download digitale, streaming                                   | 2           | 1           | 1           | 3           | 5           | 1           | 1           | 1           | 1           | 2           | 1           | 1           | 1           | - GER: Oro - UK: Argento |
| "—" indica una pubblicazione non classificata o non pubblicata in quel Paese. | |             |             |             |             |             |             |             |             |             |             |             |             |             | |

### Album dal vivo
| 1993                                                                          | Live Shit: Binge & Purge - Pubblicato: 23 novembre 1993 - Etichetta: Elektra - Formati: 3 CD+3 VHS, 2 MC+3 VHS, 3 CD+2 DVD, download digitale, streaming                                        | 26 | 38 | 18 | — | — | —  | 149 | 81 | 32 | 68 | —  | - GER: Oro - USA: Diamante (2)                                                                                                 |
| 1999                                                                          | S&M (con la San Francisco Symphony Orchestra) - Pubblicato: 23 novembre 1999 - Etichetta: Elektra - Formati: 2 CD, 3 LP, download digitale, streaming                                           | 1  | 26 | 1  | 3 | 2 | 18 | 1   | 2  | 1  | 1  | 33 | - ARG: Platino - AUS: Platino - CAN: Platino (3) - GER: Oro (5) - FIN: Oro - NZL: Platino (2) - UK: Platino - USA: Platino (5) |
| 2010                                                                          | Live at Grimey's - Pubblicato: 26 novembre 2010 - Etichetta: Warner Bros. - Formati: CD, 2 LP, download digitale, streaming                                                                     | —  | —  | —  | — | — | —  | —   | —  | —  | —  | —  | |
| 2016                                                                          | Liberté, Egalité, Fraternité, Metallica! - Live at Le Bataclan, Paris, France - June 11th, 2003 - Pubblicato: 16 aprile 2016 - Etichetta: Blackened - Formati: CD, download digitale, streaming | —  | —  | —  | — | — | —  | —   | —  | —  | —  | —  | |
| 2019                                                                          | Helping Hands... Live & Acoustic at the Masonic - Pubblicato: 1º febbraio 2019 - Etichetta: Blackened - Formati: CD, 2 LP, download digitale, streaming                                         | —  | —  | —  | — | — | —  | —   | —  | —  | —  | —  | |
| 2020                                                                          | S&M2 (con la San Francisco Symphony) - Pubblicato: 28 agosto 2020 - Etichetta: Blackened - Formati: 2 CD, 2 CD+DVD, 2 CD+BD, 4 LP, download digitale, streaming                                 | —  | —  | —  | — | — | —  | —   | —  | —  | —  | —  | - GER: Oro |
| "—" indica una pubblicazione non classificata o non pubblicata in quel Paese. | |    |    |    |   |   |    |     |    |    |    |    | |

### Tributi
| Anno | Titolo | Classifiche | Classifiche | Classifiche | Classifiche | Classifiche | Classifiche | Classifiche | Classifiche | Classifiche | Classifiche | Classifiche | Classifiche | Classifiche | Certificazioni                                                         |
| Anno | Titolo | USA         | AUS         | BEL         | FIN         | FRA         | ITA         | JPN         | NLD         | NOR         | NZL         | SWE         | SWI         | UK          | Certificazioni                                                         |
| ---- | --- | ----------- | ----------- | ----------- | ----------- | ----------- | ----------- | ----------- | ----------- | ----------- | ----------- | ----------- | ----------- | ----------- | ---------------------------------------------------------------------- |
| 1998 | Garage Inc. - Pubblicato: 24 novembre 1998 - Etichetta: Elektra - Formati: 2 CD, 2 MC, 3 LP, download digitale, streaming | 1           | 2           | 9           | 1           | 9           | 18          | 18          | 8           | 1           | 3           | 1           | 10          | 29          | - ARG: Platino - FIN: Oro - GER: Platino - NOR: Oro - USA: Platino (5) |

### Colonne sonore
| Anno | Titolo |
| ---- | --- |
| 2013 | Through the Never (Music from the Motion Picture) - Pubblicato: 24 settembre 2013 - Etichetta: Blackened - Formati: 2 CD, LP, download digitale, streaming |

## Extended play
| 1987                                                                          | The $5.98 E.P.: Garage Days Re-Revisited - Pubblicato: 21 agosto 1987 - Etichetta: Elektra - Formati: CD, 12", download digitale, streaming | 18 | —  | —  | - CAN: Oro - FIN: Oro - USA: Platino |
| 2010                                                                          | Six Feet Down Under EP - Pubblicato: 20 settembre 2010 - Etichetta: Universal - Formati: CD, download digitale, streaming                   | —  | 12 | 6  |                                      |
| 2010                                                                          | Six Feet Down Under Part II - Pubblicato: 15 novembre 2010 - Etichetta: Universal - Formati: CD, download digitale, streaming               | —  | 13 | —  |                                      |
| 2011                                                                          | Beyond Magnetic - Pubblicato: 13 dicembre 2011 - Etichetta: Warner Bros. - Formati: CD, 12", download digitale, streaming                   | 29 | 19 | 22 |                                      |
| 2012                                                                          | The First 30 Years - Pubblicato: 14 maggio 2012 - Etichetta: We're Only in It for the Music - Formati: 7"                                   | —  | —  | —  |                                      |
| 2020                                                                          | Live at Donington '87 - Pubblicato: 30 settembre 2020 - Etichetta: Blackened - Formati: 7"                                                  | —  | —  | —  |                                      |
| 2020                                                                          | Motherload - Pubblicato: 30 dicembre 2020 - Etichetta: Blackened - Formati: 7"                                                              | —  | —  | —  |                                      |
| 2021                                                                          | Tribute to Chris Cornell - Pubblicato: 9 agosto 2021 - Etichetta: Blackened - Formati: 7"                                                   | —  | —  | —  |                                      |
| 2022                                                                          | St. Anger Live Rarities - Pubblicato: 13 giugno 2022 - Etichetta: Blackened - Formati: 12"                                                  | —  | —  | —  |                                      |
| 2022                                                                          | Live at Bridge School Benefit 1997 - Pubblicato: 21 ottobre 2022 - Etichetta: Blackened - Formati: 12"                                      | —  | —  | —  |                                      |
| 2023                                                                          | Leftovers from the Black Album Box Set - Pubblicato: 1º febbraio 2023 - Etichetta: Blackened - Formati: 12"                                 | —  | —  | —  |                                      |
| "—" indica una pubblicazione non classificata o non pubblicata in quel Paese. | |    |    |    |                                      |

## Demo
| Anno | Titolo                 |
| ---- | ---------------------- |
| 1982 | Power Metal            |
| 1982 | No Life 'Til Leather   |
| 1982 | Live Metal Up Your Ass |
| 1983 | Megaforce Demo         |

## Singoli
| Anno                                                                          | Titolo                                                         | Classifiche | Classifiche | Classifiche | Classifiche | Classifiche | Classifiche | Classifiche | Classifiche | Classifiche | Classifiche | Classifiche | Classifiche | Classifiche | Classifiche | Classifiche | Certificazioni                                                                           | Album di provenienza                             |
| Anno                                                                          | Titolo                                                         | USA         | USA Main.   | ITA         | AUS         | AUT         | CAN         | FRA         | SWE         | FIN         | GER         | NOR         | NLD         | NZL         | SWI         | UK          | Certificazioni                                                                           | Album di provenienza                             |
| ----------------------------------------------------------------------------- | -------------------------------------------------------------- | ----------- | ----------- | ----------- | ----------- | ----------- | ----------- | ----------- | ----------- | ----------- | ----------- | ----------- | ----------- | ----------- | ----------- | ----------- | ---------------------------------------------------------------------------------------- | ------------------------------------------------ |
| 1983                                                                          | Whiplash                                                       | —           | —           | —           | —           | —           | —           | —           | —           | —           | —           | —           | —           | —           | —           | —           |                                                                                          | Kill 'Em All                                     |
| 1984                                                                          | Jump in the Fire                                               | —           | —           | —           | —           | —           | —           | —           | —           | —           | —           | —           | —           | 30          | —           | —           |                                                                                          | Kill 'Em All                                     |
| 1984                                                                          | Creeping Death                                                 | —           | —           | —           | —           | —           | —           | —           | —           | —           | —           | —           | —           | —           | —           | —           | - USA: Oro                                                                               | Ride the Lightning                               |
| 1986                                                                          | Master of Puppets                                              | 35          | 29          | —           | 19          | —           | 32          | 185         | —           | —           | 100         | —           | —           | 17          | —           | 22          | - ITA: Oro - UK: Platino - USA: Platino (3)                                              | Master of Puppets                                |
| 1988                                                                          | Harvester of Sorrow                                            | —           | —           | 40          | —           | —           | —           | —           | —           | —           | —           | —           | —           | 30          | —           | 20          |                                                                                          | ...And Justice for All                           |
| 1988                                                                          | Eye of the Beholder                                            | —           | —           | —           | —           | —           | —           | —           | —           | —           | —           | —           | —           | —           | —           | 27          |                                                                                          | ...And Justice for All                           |
| 1989                                                                          | One                                                            | 35          | 46          | —           | 38          | —           | —           | —           | 3           | 1           | 31          | 4           | 3           | 13          | 22          | 13          | - AUS: Oro - UK: Oro - USA: Platino (5)                                                  | ...And Justice for All                           |
| 1991                                                                          | Enter Sandman                                                  | 16          | 10          | 20          | 10          | —           | 17          | —           | 14          | 1           | 9           | 2           | 10          | 8           | 11          | 5           | - AUS: Oro - CAN: Oro - GER: Platino - ITA: Platino - UK: Platino (2) - USA: Platino (9) | Metallica                                        |
| 1991                                                                          | The Unforgiven                                                 | 35          | 10          | 18          | 10          | —           | —           | 28          | 32          | 4           | 47          | —           | 25          | 24          | —           | 15          | - AUS: Oro - ITA: Oro - UK: Argento - USA: Platino (2)                                   | Metallica                                        |
| 1992                                                                          | Nothing Else Matters                                           | 34          | 11          | 7           | 8           | 6           | 41          | 10          | 12          | 14          | 2           | 3           | 4           | 11          | 5           | 6           | - AUS: Oro - GER: Platino - ITA: Platino - UK: Platino - USA: Oro                        | Metallica                                        |
| 1992                                                                          | Wherever I May Roam                                            | 82          | 25          | —           | 14          | —           | —           | 10          | 28          | 1           | 30          | 2           | 22          | 8           | —           | 25          | - USA: Platino                                                                           | Metallica                                        |
| 1993                                                                          | Sad but True                                                   | 98          | 15          | —           | 48          | —           | —           | —           | 31          | 1           | 42          | 5           | 10          | 42          | —           | 20          | - USA: Platino (2)                                                                       | Metallica                                        |
| 1994                                                                          | One (Live)                                                     | —           | —           | —           | —           | —           | —           | —           | —           | —           | —           | —           | —           | —           | —           | —           |                                                                                          | Live Shit: Binge & Purge                         |
| 1996                                                                          | Until It Sleeps                                                | 10          | 1           | 9           | 1           | 12          | 5           | —           | 1           | 1           | 15          | 2           | 5           | 11          | 22          | 5           | - AUS: Oro - NOR: Oro - USA: Oro                                                         | Load                                             |
| 1996                                                                          | Hero of the Day                                                | 60          | 1           | —           | 2           | 29          | 17          | —           | 10          | 3           | 39          | 8           | 25          | 21          | —           | 17          | - AUS: Oro - USA: Oro                                                                    | Load                                             |
| 1996                                                                          | Mama Said                                                      | —           | —           | —           | 24          | —           | —           | —           | 24          | 4           | —           | 13          | 58          | —           | —           | 19          |                                                                                          | Load                                             |
| 1997                                                                          | King Nothing                                                   | 90          | 6           | —           | —           | —           | 14          | —           | —           | —           | —           | —           | —           | —           | —           | —           | - USA: Oro                                                                               | Load                                             |
| 1997                                                                          | The Memory Remains                                             | 28          | 3           | 8           | 6           | 20          | 4           | —           | 4           | 1           | 20          | 3           | 15          | 23          | 30          | 13          | - AUS: Oro - USA: Oro                                                                    | ReLoad                                           |
| 1998                                                                          | The Unforgiven II                                              | 59          | 2           | 8           | 9           | 18          | —           | 89          | 8           | 1           | 23          | 8           | 16          | 22          | —           | 15          | - AUS: Oro                                                                               | ReLoad                                           |
| 1998                                                                          | Fuel                                                           | —           | 6           | —           | 2           | —           | —           | —           | 49          | 5           | 57          | —           | 53          | 35          | —           | 31          | - AUS: Oro - UK: Argento                                                                 | ReLoad                                           |
| 1998                                                                          | Turn the Page                                                  | 102         | 1           | —           | 11          | 19          | 83          | —           | 13          | 7           | 23          | 11          | 42          | 22          | —           | —           | - AUS: Oro - USA: Platino                                                                | Garage Inc.                                      |
| 1999                                                                          | Whiskey in the Jar                                             | 124         | 4           | —           | 14          | 30          | —           | —           | 15          | 11          | 23          | 4           | 47          | 41          | 55          | 29          | - GER: Oro - NOR: Oro - UK: Oro                                                          | Garage Inc.                                      |
| 1999                                                                          | Die, Die My Darling                                            | —           | 26          | —           | 82          | —           | —           | —           | —           | —           | —           | —           | —           | —           | —           | —           |                                                                                          | Garage Inc.                                      |
| 1999                                                                          | Nothing Else Matters '99                                       | —           | —           | 27          | 28          | —           | —           | —           | —           | —           | 2           | —           | 3           | —           | 4           | —           |                                                                                          | S&M                                              |
| 2000                                                                          | No Leaf Clover                                                 | 74          | 1           | —           | 41          | —           | —           | —           | 50          | —           | 40          | 9           | 41          | —           | 99          | —           |                                                                                          | S&M                                              |
| 2000                                                                          | I Disappear                                                    | 76          | 1           | 8           | 20          | 25          | —           | 45          | 25          | 2           | 14          | 8           | 36          | —           | 20          | 35          | - FIN: Oro - USA: Oro                                                                    | Music from and Inspired by Mission: Impossible 2 |
| 2003                                                                          | St. Anger                                                      | 107         | 2           | 23          | 15          | 17          | 24          | —           | 9           | 5           | 15          | 6           | 12          | 38          | 28          | 9           | - AUS: Oro                                                                               | St. Anger                                        |
| 2003                                                                          | Frantic                                                        | —           | 21          | 24          | 22          | 30          | —           | 59          | 13          | 4           | 21          | 5           | 22          | 23          | 57          | 16          |                                                                                          | St. Anger                                        |
| 2004                                                                          | The Unnamed Feeling                                            | —           | 28          | 10          | 23          | 42          | —           | 60          | 37          | 2           | 24          | 10          | 20          | —           | 47          | 42          |                                                                                          | St. Anger                                        |
| 2004                                                                          | Some Kind of Monster                                           | 37          | 19          | —           | —           | 40          | —           | —           | —           | 5           | —           | —           | —           | —           | 71          | —           |                                                                                          | St. Anger                                        |
| 2008                                                                          | The Day That Never Comes                                       | 31          | 1           | 15          | 18          | 25          | 9           | —           | 3           | 1           | —           | 1           | 20          | 14          | 32          | 19          | - USA: Oro                                                                               | Death Magnetic                                   |
| 2008                                                                          | My Apocalypse                                                  | 67          | 38          | 25          | 38          | 56          | 28          | —           | 15          | 3           | —           | 9           | 33          | —           | —           | 51          |                                                                                          | Death Magnetic                                   |
| 2008                                                                          | Cyanide                                                        | 50          | 1           | 32          | 48          | —           | 19          | —           | 14          | 4           | —           | 15          | —           | —           | —           | 48          |                                                                                          | Death Magnetic                                   |
| 2008                                                                          | The Judas Kiss                                                 | 112         | —           | —           | —           | —           | 71          | —           | 44          | 20          | —           | 13          | —           | —           | —           | 79          |                                                                                          | Death Magnetic                                   |
| 2008                                                                          | All Nightmare Long                                             | —           | 9           | 12          | 90          | 51          | —           | 55          | 44          | 11          | 15          | —           | 7           | —           | —           | —           |                                                                                          | Death Magnetic                                   |
| 2009                                                                          | Broken, Beat & Scarred                                         | —           | 15          | —           | 75          | 74          | —           | 36          | —           | 4           | 35          | —           | 25          | —           | —           | —           |                                                                                          | Death Magnetic                                   |
| 2011                                                                          | The View                                                       | —           | —           | —           | —           | —           | —           | —           | —           | —           | —           | —           | —           | —           | —           | —           |                                                                                          | Lulu                                             |
| 2014                                                                          | One (con Lang Lang)                                            | —           | —           | —           | —           | —           | —           | —           | —           | —           | —           | —           | —           | —           | —           | —           |                                                                                          | /                                                |
| 2014                                                                          | Lords of Summer                                                | —           | —           | —           | —           | —           | —           | —           | —           | —           | —           | —           | —           | —           | —           | —           |                                                                                          | /                                                |
| 2016                                                                          | Hardwired                                                      | 119         | 1           | —           | 70          | —           | —           | —           | 72          | —           | —           | —           | —           | —           | —           | —           | - USA: Oro                                                                               | Hardwired... to Self-Distruct                    |
| 2016                                                                          | Moth into Flame                                                | —           | 5           | —           | —           | —           | —           | 200         | —           | —           | —           | —           | —           | —           | —           | —           |                                                                                          | Hardwired... to Self-Distruct                    |
| 2016                                                                          | Atlas, Rise!                                                   | —           | 1           | —           | —           | —           | —           | —           | —           | —           | 100         | —           | —           | —           | —           | —           |                                                                                          | Hardwired... to Self-Distruct                    |
| 2017                                                                          | Now That We're Dead                                            | —           | 2           | —           | —           | —           | —           | —           | —           | —           | —           | —           | —           | —           | —           | —           |                                                                                          | Hardwired... to Self-Distruct                    |
| 2017                                                                          | Spit Out the Bone                                              | —           | 4           | —           | —           | —           | —           | —           | —           | —           | —           | —           | —           | —           | —           | —           |                                                                                          | Hardwired... to Self-Distruct                    |
| 2020                                                                          | Blackened 2020                                                 | —           | —           | —           | —           | —           | —           | —           | —           | —           | —           | —           | —           | —           | —           | —           |                                                                                          | /                                                |
| 2020                                                                          | All Within My Hands (Live) (con la San Francisco Symphony)     | —           | 1           | —           | —           | —           | —           | —           | —           | —           | —           | —           | —           | —           | —           | —           |                                                                                          | S&M2                                             |
| 2020                                                                          | Nothing Else Matters (Live) (con la San Francisco Symphony)    | —           | —           | —           | —           | —           | —           | —           | —           | —           | —           | —           | —           | —           | —           | —           |                                                                                          | S&M2                                             |
| 2020                                                                          | Moth into Flame (Live) (con la San Francisco Symphony)         | —           | —           | —           | —           | —           | —           | —           | —           | —           | —           | —           | —           | —           | —           | —           |                                                                                          | S&M2                                             |
| 2020                                                                          | For Whom the Bell Tolls (Live) (con la San Francisco Symphony) | —           | —           | —           | —           | —           | —           | —           | —           | —           | —           | —           | —           | —           | —           | —           |                                                                                          | S&M2                                             |
| 2022                                                                          | Lux æterna                                                     | 113         | 1           | —           | —           | —           | 76          | —           | —           | —           | —           | —           | —           | —           | —           | —           |                                                                                          | 72 Seasons                                       |
| 2023                                                                          | Screaming Suicide                                              | —           | 40          | —           | —           | —           | —           | —           | —           | —           | —           | —           | —           | —           | —           | —           |                                                                                          | 72 Seasons                                       |
| 2023                                                                          | If Darkness Had a Son                                          | —           | —           | —           | —           | —           | —           | —           | —           | —           | —           | —           | —           | —           | —           | —           |                                                                                          | 72 Seasons                                       |
| 2023                                                                          | 72 Seasons                                                     | —           | 8           | —           | —           | —           | —           | —           | —           | —           | —           | —           | —           | —           | —           | —           |                                                                                          | 72 Seasons                                       |
| 2023                                                                          | Too Far Gone?                                                  | —           | 1           | —           | —           | —           | —           | —           | —           | —           | —           | —           | —           | —           | —           | —           |                                                                                          | 72 Seasons                                       |
| "—" indica una pubblicazione non classificata o non pubblicata in quel Paese. |                                                                |             |             |             |             |             |             |             |             |             |             |             |             |             |             |             |                                                                                          |                                                  |

## Videografia

### Film
| Anno | Titolo |
| ---- | --- |
| 2004 | Metallica: Some Kind of Monster - Pubblicato: 24 gennaio 2004 - Diretto da: Joe Berlinger e Bruce Sinofsky |
| 2013 | Metallica 3D Through the Never - Pubblicato: 27 settembre 2013 - Diretto da: Nimród Antal                  |

### Album video
| 1987                                                                          | Cliff 'Em All - Pubblicato: 28 novembre 1987 - Etichetta: Elektra - Formati: VHS, DVD                                                                | 20 | - USA: Platino (4)                                                        |
| 1989                                                                          | 2 of One - Pubblicato: 20 giugno 1989 - Etichetta: Elektra - Formati: VHS                                                                            | 31 | - USA: Platino                                                            |
| 1992                                                                          | A Year and a Half in the Life of Metallica - Pubblicato: 17 novembre 1992 - Etichetta: Elektra - Formati: VHS, DVD, download digitale                | 26 | - USA: Platino (3)                                                        |
| 1998                                                                          | Cunning Stunts - Pubblicato: 24 novembre 1998 - Etichetta: Elektra - Formati: VHS, DVD, download digitale                                            | 3  | - FIN: Oro - UK: Platino (2) - USA: Platino (3)                           |
| 1999                                                                          | S&M (con la San Francisco Symphony Orchestra) - Pubblicato: 23 novembre 1999 - Etichetta: Elektra - Formati: 2 VHS, 2 DVD, download digitale         | 14 | - AUS: Platino (6) - BRA: Platino - CAN: Platino (3) - USA: Platino (6)   |
| 2001                                                                          | Classic Albums - Pubblicato: 6 novembre 2001 - Etichetta: Elektra - Formati: DVD                                                                     | —  | - CAN: Oro - USA: Platino                                                 |
| 2005                                                                          | Some Kind of Monster - Pubblicato: 25 gennaio 2005 - Etichetta: Elektra - Formati: DVD                                                               | —  |                                                                           |
| 2006                                                                          | The Videos: 1989 - 2004 - Pubblicato: 5 dicembre 2006 - Etichetta: Warner Bros. - Formati: DVD                                                       | 1  | - AUS: Platino (7) - CAN: Oro - FIN: Platino - GER: Platino - UK: Platino |
| 2009                                                                          | Français pour une nuit: Live aux Arènes de Nîmes 2009 - Pubblicato: 23 novembre 2009 - Etichetta: Universal - Formati: DVD, download digitale        | —  | - AUS: Oro - FRA: Platino (3)                                             |
| 2009                                                                          | Orgullo, pasión y gloria: Tres noches en la Ciudad de México - Pubblicato: 30 novembre 2009 - Etichetta: Universal - Formati: DVD, download digitale | —  | - ARG: Platino - BRA: Platino (3)                                         |
| 2010                                                                          | The Big 4: Live from Sofia, Bulgaria - Pubblicato: 2 novembre 2010 - Etichetta: Universal - Formati: 2 DVD                                           | 1  | - AUS: Platino (2) - BRA: Platino - GER: Oro - USA: Platino (2)           |
| 2012                                                                          | Quebec Magnetic - Pubblicato: 10 dicembre 2012 - Etichetta: Blackened - Formati: 2 DVD, download digitale                                            | 2  | - AUS: Platino - BRA: Platino - GER: Oro                                  |
| 2020                                                                          | S&M2 (con la San Francisco Symphony) - Pubblicato: 28 agosto 2020 - Etichetta: Blackened - Formati: DVD, BD, download digitale                       | —  |                                                                           |
| "—" indica una pubblicazione non classificata o non pubblicata in quel Paese. | |    |                                                                           |

### Video musicali
| Anno | Titolo                                 | Regista/i                   |
| ---- | -------------------------------------- | --------------------------- |
| 1989 | One                                    | Bill Pope e Michael Salomon |
| 1991 | Enter Sandman                          | Wayne Isham                 |
| 1991 | The Unforgiven                         | Matt Mahurin                |
| 1992 | Nothing Else Matters                   | Adam Dubin                  |
| 1992 | Wherever I May Roam                    | Wayne Isham                 |
| 1993 | Sad but True                           | Wayne Isham                 |
| 1996 | Until It Sleeps                        | Samuel Bayer                |
| 1996 | Hero of the Day                        | Anton Corbijn               |
| 1996 | Mama Said                              | Anton Corbijn               |
| 1997 | King Nothing                           | Matt Mahurin                |
| 1997 | The Memory Remains                     | Paul Andresen               |
| 1998 | The Unforgiven II                      | Matt Mahurin                |
| 1998 | Fuel                                   | Wayne Isham                 |
| 1998 | Turn the Page                          | Jonas Åkerlund              |
| 1999 | Whiskey in the Jar                     | Jonas Åkerlund              |
| 1999 | Nothing Else Matters '99               | Wayne Isham                 |
| 2000 | No Leaf Clover                         | Wayne Isham                 |
| 2000 | I Disappear                            | Wayne Isham                 |
| 2003 | St. Anger                              | The Malloys                 |
| 2003 | Frantic                                | Wayne Isham                 |
| 2004 | The Unnamed Feeling                    | The Malloys                 |
| 2004 | Some Kind of Monster                   | Alan Smithee                |
| 2008 | The Day That Never Comes               | Thomas Vinterberg           |
| 2008 | All Nightmare Long                     | Roboshobo                   |
| 2009 | Broken, Beat & Scarred                 | Wayne Isham                 |
| 2011 | The View                               | Darren Aronofsky            |
| 2016 | Hardwired                              | Colin Shane Hakes           |
| 2016 | Moth into Flame                        | Tom Kirk                    |
| 2016 | Atlas, Rise!                           | Clark Eddy                  |
| 2016 | Dream No More                          | Tom Kirk                    |
| 2016 | Confusion                              | Claire Marie Vogel          |
| 2016 | ManUNkind                              | Jonas Åkerlund              |
| 2016 | Now That We're Dead                    | Herring & Herring           |
| 2016 | Here Comes Revenge                     | Jessica Cope                |
| 2016 | Am I Savage?                           | Herring & Herring           |
| 2016 | Halo on Fire                           | Herring & Herring           |
| 2016 | Murder One                             | Robert Valley               |
| 2016 | Spit Out the Bone                      | Phil Mucci                  |
| 2016 | Lords of Summer                        | Brett Murray                |
| 2020 | Blackened 2020                         | Metallica                   |
| 2020 | All Within My Hands (Live)             | Wayne Isham                 |
| 2020 | Nothing Else Matters (Live)            | Wayne Isham                 |
| 2020 | Moth into Flame (Live)                 | Wayne Isham                 |
| 2020 | For Whom the Bell Tolls (Live)         | Wayne Isham                 |
| 2022 | Lux æterna                             | Tim Saccenti                |
| 2023 | Screaming Suicide                      | Tim Saccenti                |
| 2023 | If Darkness Had a Son                  | Tim Saccenti                |
| 2023 | 72 Seasons                             | Tim Saccenti                |
| 2023 | Sleepwalk My Life Away                 | Tim Saccenti                |
| 2023 | Room of Mirrors                        | Tristan Zammit              |
| 2023 | Shadows Follow                         | Tristan Zammit              |
| 2023 | Too Far Gone?                          | Team Rolfes                 |
| 2023 | Crown of Barbed Wire                   | Corey Daigle                |
| 2023 | Chasing Light                          | Kim Asendorf e Dina Chang   |
| 2023 | You Must Burn!                         | Tim Saccenti                |
| 2023 | Inamorata                              | Jess Cope                   |
| 2023 | Too Far Gone? (secondo video musicale) | Coan "Buddy" Nichols        |
| 2024 | Anesthesia-(Pulling Teeth)             | Clark Eddy                  |